# Chacella kerstitchi
Chacella kerstitchi är en kräftdjursart som först beskrevs av Wicksten 1983.  Chacella kerstitchi ingår i släktet Chacella och familjen Palaemonidae. Inga underarter finns listade i Catalogue of Life.